# Чемпіонат Європи з фехтування 2016
Чемпіонат Європи з фехтування 2016 — XIX чемпіонат Європи, що проводився у Торуні, Польща з 20 по 25 червня 2016 року .

## Медалі

### Медальний залік
| Місце   | Країна          | Золото | Срібло | Бронза | Загалом |
| ------- | --------------- | ------ | ------ | ------ | ------- |
| 1       | Росія           | 6      | 1      | 3      | 10      |
| 2       | Франція         | 2      | 4      | 3      | 9       |
| 3       | Італія          | 1      | 4      | 1      | 6       |
| 4       | Румунія         | 1      | 1      | 2      | 4       |
| 5       | Німеччина       | 1      | 0      | 2      | 3       |
| 6       | Естонія         | 1      | 0      | 0      | 1       |
| 7       | Угорщина        | 0      | 1      | 1      | 2       |
| 8       | Швейцарія       | 0      | 1      | 0      | 1       |
| 9       | Україна         | 0      | 0      | 4      | 4       |
| 10      | Велика Британія | 0      | 0      | 1      | 1       |
| 10      | Польща          | 0      | 0      | 1      | 1       |
| Загалом | Загалом         | 12     | 12     | 18     | 42      |

### Чоловіки
| Дисципліна           | Золото                                                                   | Срібло                                                              | Бронза                                                                         |
| -------------------- | ------------------------------------------------------------------------ | ------------------------------------------------------------------- | ------------------------------------------------------------------------------ |
| Індивідуальна рапіра | Тимур Сафін                                                              | Ерванн Ле Пешу                                                      | Джорджо Авола Андре Саніта                                                     |
| Індивідуальна шпага  | Яннік Борель                                                             | Макс Хайнцер                                                        | Жан-Мішель Люсіне Богдан Нікішин                                               |
| Індивідуальна шабля  | Бенедикт Вагнер                                                          | Венсан Анстет                                                       | Каміль Ібрагімов Олексій Якименко                                              |
| Командна рапіра      | Росія Артур Ахматхузін Олексій Черемісінов Дмитро Рігін Тимур Сафін      | Італія Джорджо Авола Андреа Бальдіні Андреа Кассара Даніеле Гароццо | Велика Британія Джеймс-Ендрю Девіс Лоуренс Холстед Річард Крузе Маркус Мепстед |
| Командна шпага       | Франція Яннік Борель Готьє Грум'є Даніель Жеран Жан Люсане               | Італія Лоренцо Буззі Енріко Гароццо Паоло Піццо Андреа Сантареллі   | Україна Анатолій Герей Дмитро Карюченко Максим Хворост Богдан Нікішин          |
| Командна шабля       | Росія Дмитро Даниленко Каміль Ібрагімов Микола Ковальов Олексій Якименко | Італія Енріко Берре Лука Каротоллі Дієго Окк'юцці Луїджі Самеле     | Румунія Бадя Алін Тіберіу Дольнічану Кіпріан Галатану Юліан Теодосіу           |

### Жінки
| Дисципліна           | Золото                                                                       | Срібло                                                                | Бронза                                                                |
| -------------------- | ---------------------------------------------------------------------------- | --------------------------------------------------------------------- | --------------------------------------------------------------------- |
| Індивідуальна рапіра | Аріанна Ерріго                                                               | Аїда Шанаєва                                                          | Лариса Коробейникова Каролін Голубітскій                              |
| Індивідуальна шпага  | Сімона Герман                                                                | Ана Бринзе                                                            | Рената Кнапік Ешеше Сас                                               |
| Індивідуальна шабля  | Софія Велика                                                                 | Анна Мартон                                                           | Ольга Харлан Шарлотта Лембах                                          |
| Командна рапіра      | Росія Інна Дериглазова Лариса Коробейникова Аїда Шанаєва Аделіна Загідулліна | Італія Мартіна Бітіні Еліза ді Франциска Аріанна Ерріго Аліче Вольпі  | Франція Астрід Гард Жеромін Мпа Поулін Ранвіер Ізаора Тібус           |
| Командна шпага       | Естонія Юлія Беляєва Іріна Ембріх Еріка Кірпу Кріста Куск                    | Франція Марі-Флоранс Кандассамі Жозефін Жакес Ор'ян Малло Лорен Рембі | Румунія Сімона Поп Сімона Герман Франческа Квандамкарло Лоредана Діну |
| Командна шабля       | Росія Катерина Дяченко Яна Єгорян Юлія Гаврілова Софія Велика                | Франція Сесілія Бердер Сосуен Бондіаф Манон Брюне Шарлотта Лембах     | Україна Ольга Харлан Аліна Комащук Олена Кравацька Олена Вороніна     |